# Estació de Piera

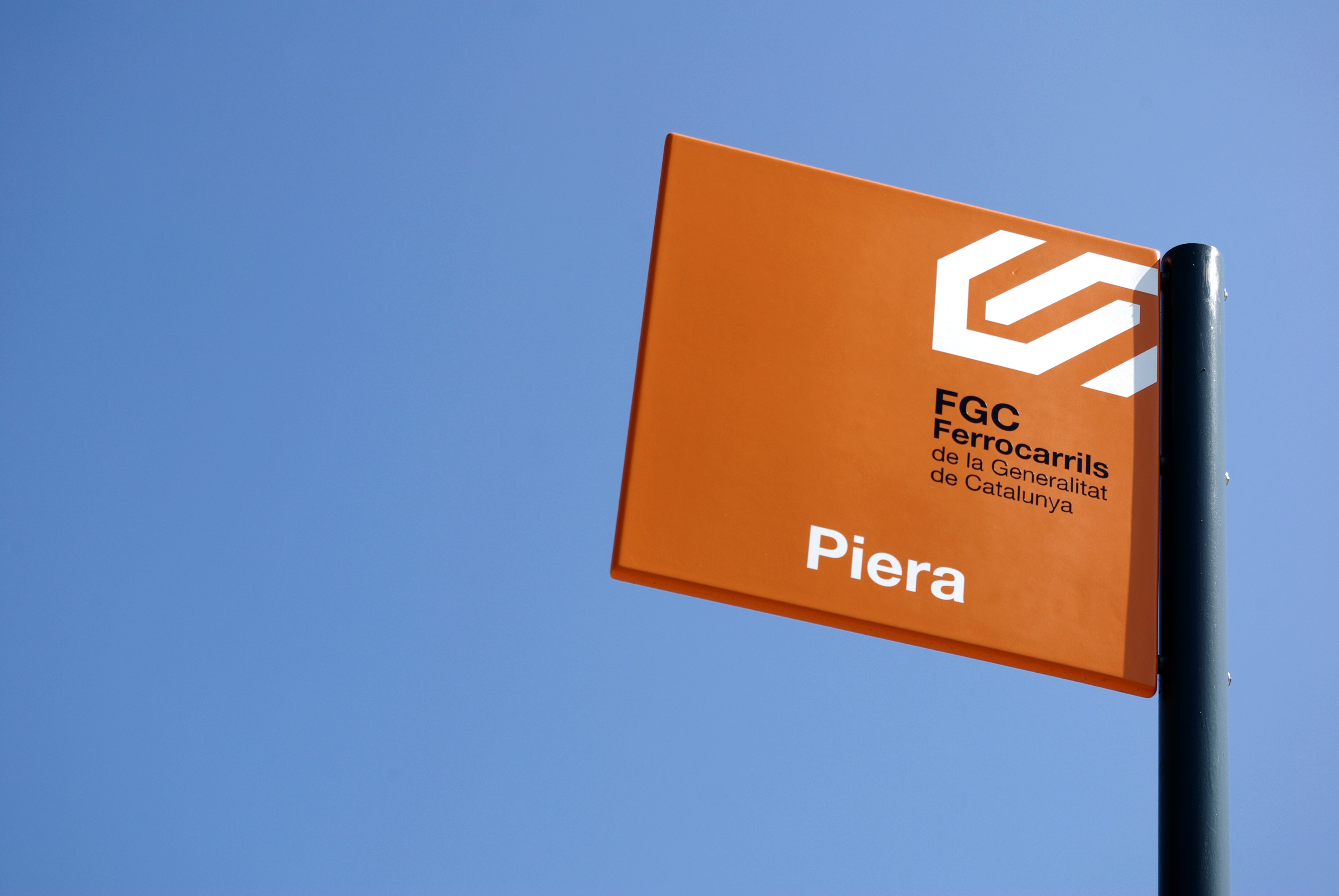
Estació de Piera

Piera és una estació de la línia R6 i R60 de la Línia Llobregat-Anoia de FGC que dona servei a la vila de Piera, comarca de l'Anoia. L'estació fou inaugurada el 1893 i actualment es troba al barri de Montserrat, al nord del poble.
| Línia Llobregat-Anoia de FGC |          |       |                  |                        |
| Procedència/Destinació       | <        | Línia | >                | Procedència/Destinació |
| Barcelona - Pl. Espanya      | Masquefa |       | Vallbona d'Anoia | Igualada               |
| Barcelona - Pl. Espanya      | Masquefa |       | Vallbona d'Anoia | Igualada               |

## L'edifici
L'edifici de l'estació es troba a l'andana sentit Martorell i disposa de dues màquines de venda de bitllets. També hi ha una sala d'espera per a viatgers i el despatx de l'antic cap d'estació, ara tancat.

## L'exterior de l'estació
Compta amb dues vies (una per cada sentit: la via 1, per als trens que van a Martorell, i la 2 per als que van a Igualada) i dues andanes, a banda i banda de les vies. Cada andana disposa de bancs i una validadora de bitllets; la dels trens direcció Igualada també disposa d'una marquesina metàl·lica. Una tercera via de 146 metres, a l'altre costat de l'andana direcció Igualada, és fora de servei, acabant en topall. Fora de l'edifici de l'estació hi ha un bar i un antic dipòsit d'aigua. L'estació està adaptada a persones amb mobilitat reduïda, disposant de rampes d'accés a ambdues andanes i d'un ascensor a l'andana direcció Igualada.

## Mobilitat
Adjacent a l'estació, a la banda sud, hi ha un aparcament a l'aire lliure per a vehicles. Diverses línies de l'autobús urbà de Piera tenen l'origen i el final al costat de l'estació, aturant-se just davant la porta que dona al carrer. Les línies estan integrades tarifàriament i enllacen l'estació amb la vila de Piera, els barris perifèrics (antigues urbanitzacions, com Can Bonastre, Can Mas, Can Claramunt...) i els Hostalets de Pierola, poble situat al nord-est de Piera.